# Maladrerie des Templiers
Zřícenina kláštera Magdeleine nebo Madeleine, známá též od 19. století jako Maladrerie des Templiers je pozůstatkem kláštera z 11. století vybudovaného v románském slohu, která se nachází v soutěsce Gorges de l'Ardèche na katastrálním území městečka Aiguèze na hranici francouzských departementů Gard a Ardèche.
Jeho zříceniny jsou od 4. srpna 2015 zapsány na francouzském seznamu historických památek.

## Historie
Tento odlehlý a těžko přístupný klášter-převorství byl založen kolem 11. století na plošině o rozloze asi 2500 m² uprostřed dubového lesa, v centru a na vrcholu přírodního cirku Madeleine nad meandrem řeky Ardèche asi 6 km severozápadně od hradu Aiguèze, na hranici diecéze Uzès a diecéze Viviers. Zřícenina kláštera je obtížně dostupná po turistických stezkách vedoucích po břehu řeky Ardèche nebo z vesnice Le Garn. Dostupná je rovněž na loďkách.
Navzdory rozsáhlému historickému výzkumu je o původu a historii tohoto místa známo jen málo. První kaple-oratoř o rozloze 30 m² byla postavena v 11. století, byla částečně vyhloubená ve zdejší vápencové skále. Na počátku 13. století byla rozšířena o druhou přilehlou kapli o rozloze 28 m² v provensálském románském slohu, poté opět rozšířena na 60 m². Na počátku 14. století byly postaveny dvě dlouhé budovy (pravděpodobně sklep, kuchyně, pekárna, lis, kovárna, chata, ubytovna atd.). Archeologický výzkum odhalil pozůstatky středověké zahrady, cisternu, hřbitov se 100 pohřby a monogram IHS na limousinské smaltované destičce.
Navzdory místně známému jménu "Maladrerie des Templiers" nepotvrzuje dodnes žádná písemná ani archeologická stopa, ani rozbor nemocí lidí zde pohřbených na pohřebišti, jeho roli jako kolonie malomocných nebo komendy, či dokonce příslušnost k řádu templářů nebo špitálníků.
Místo bylo opuštěno kolem roku 1310, poté bylo na čas znovu osídleno horníky v 16. století, v 19. století pak pastýři.
Toto archeologické naleziště na tzv. "Méandre des Templiers" je v současnosti viditelné ze tří panoramatických vyhlídek "Balkon templářů", "Belvedér templářů" a "Balkon maladrerie" na turistické silnici zpřístupňující soutěsku Gorges de Ardèche.

## Galerie

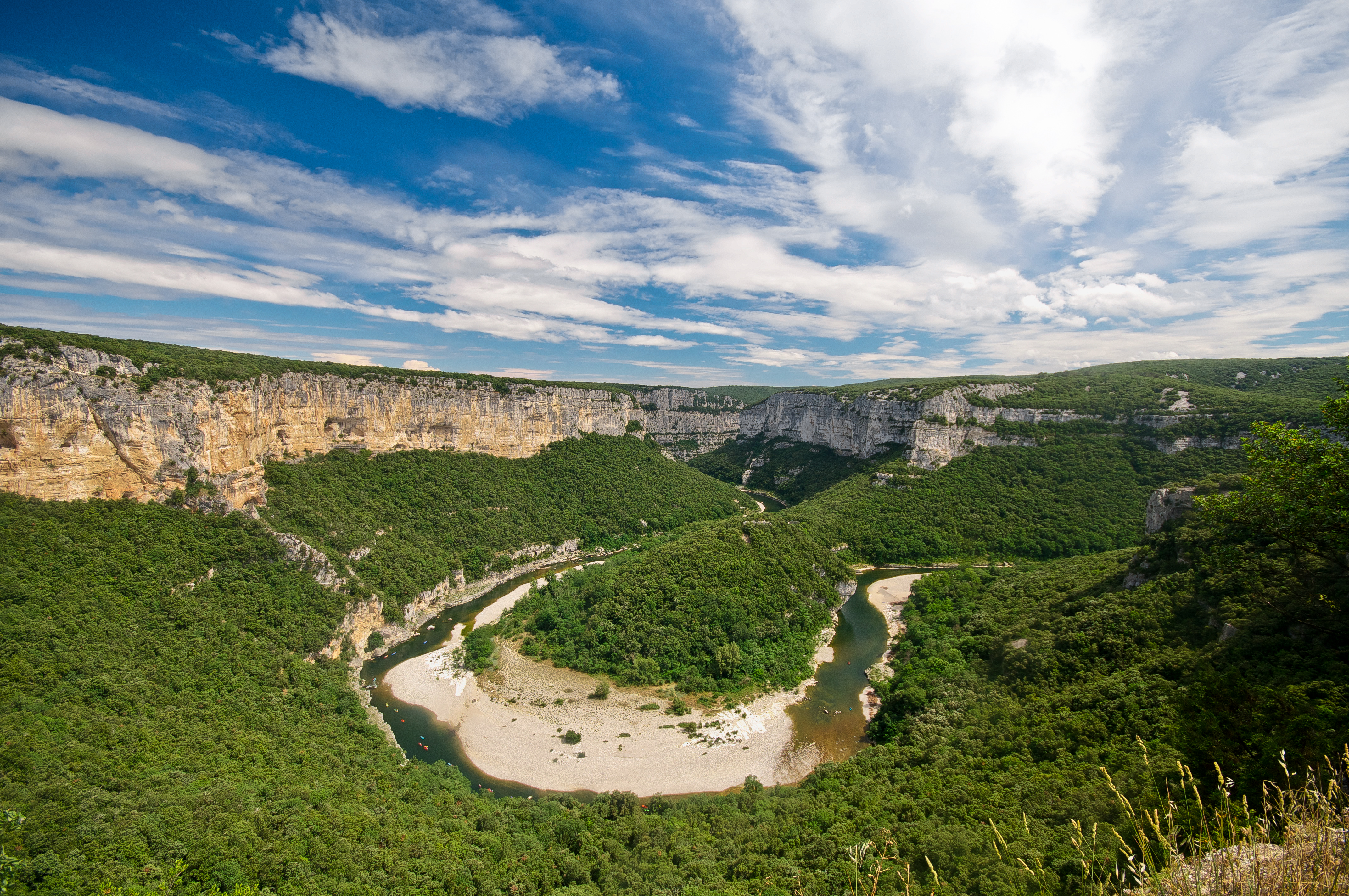
pohledy na cirque de la Madeleine a meandr řeky Ardeche se zříceninou kláštera
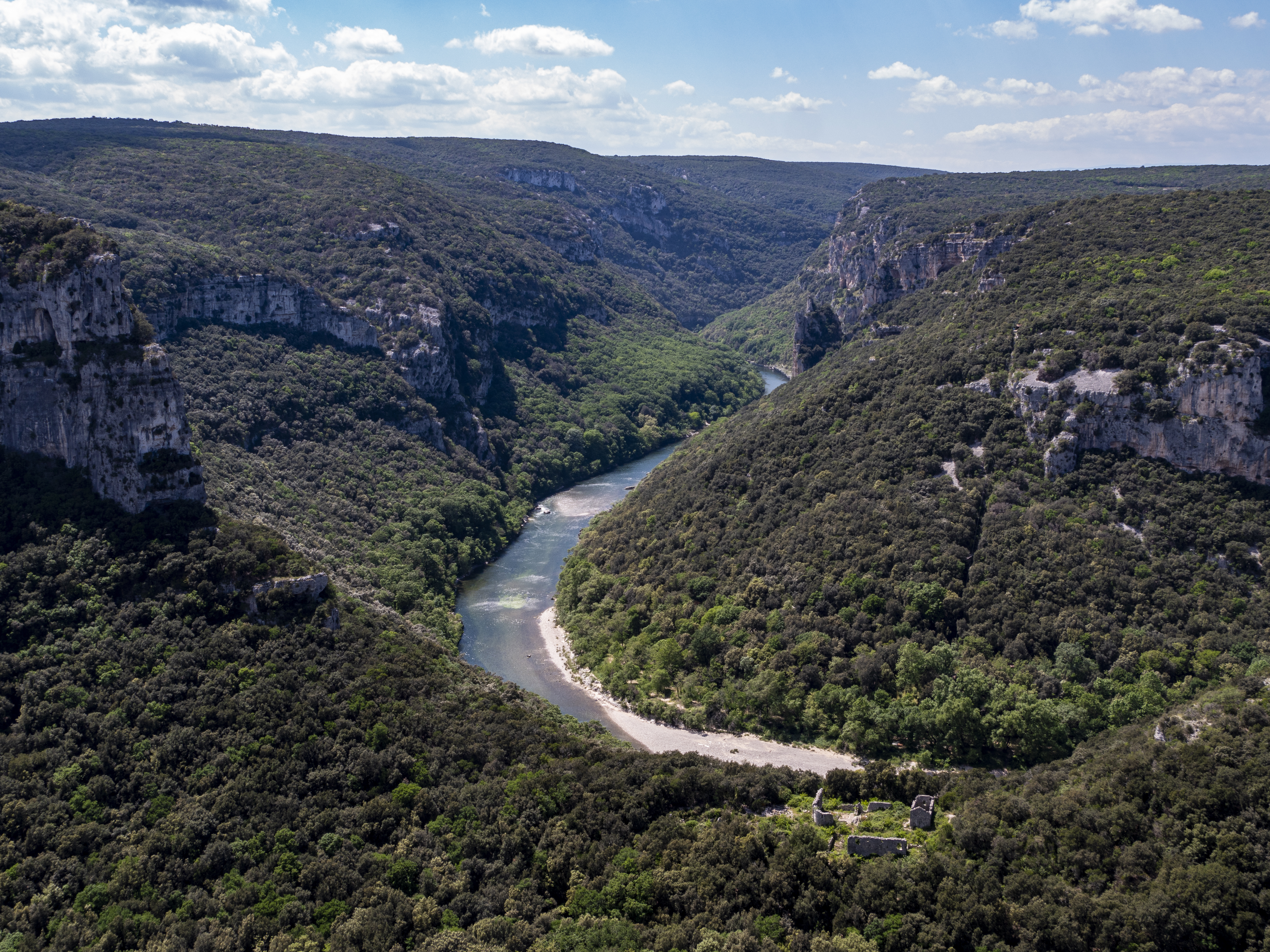
pohledy na cirque de la Madeleine a meandr řeky Ardeche se zříceninou kláštera
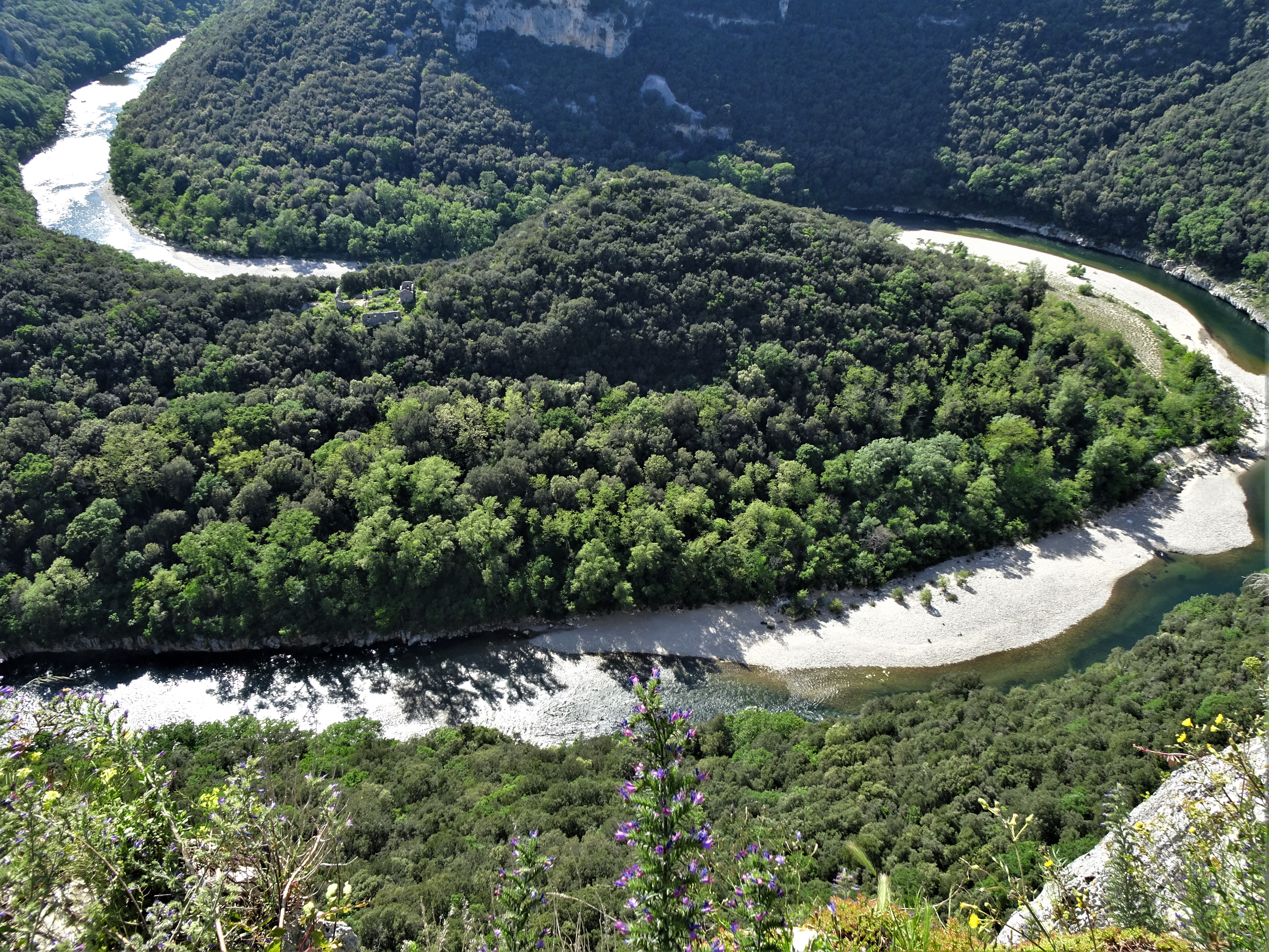
pohledy na cirque de la Madeleine a meandr řeky Ardeche se zříceninou kláštera
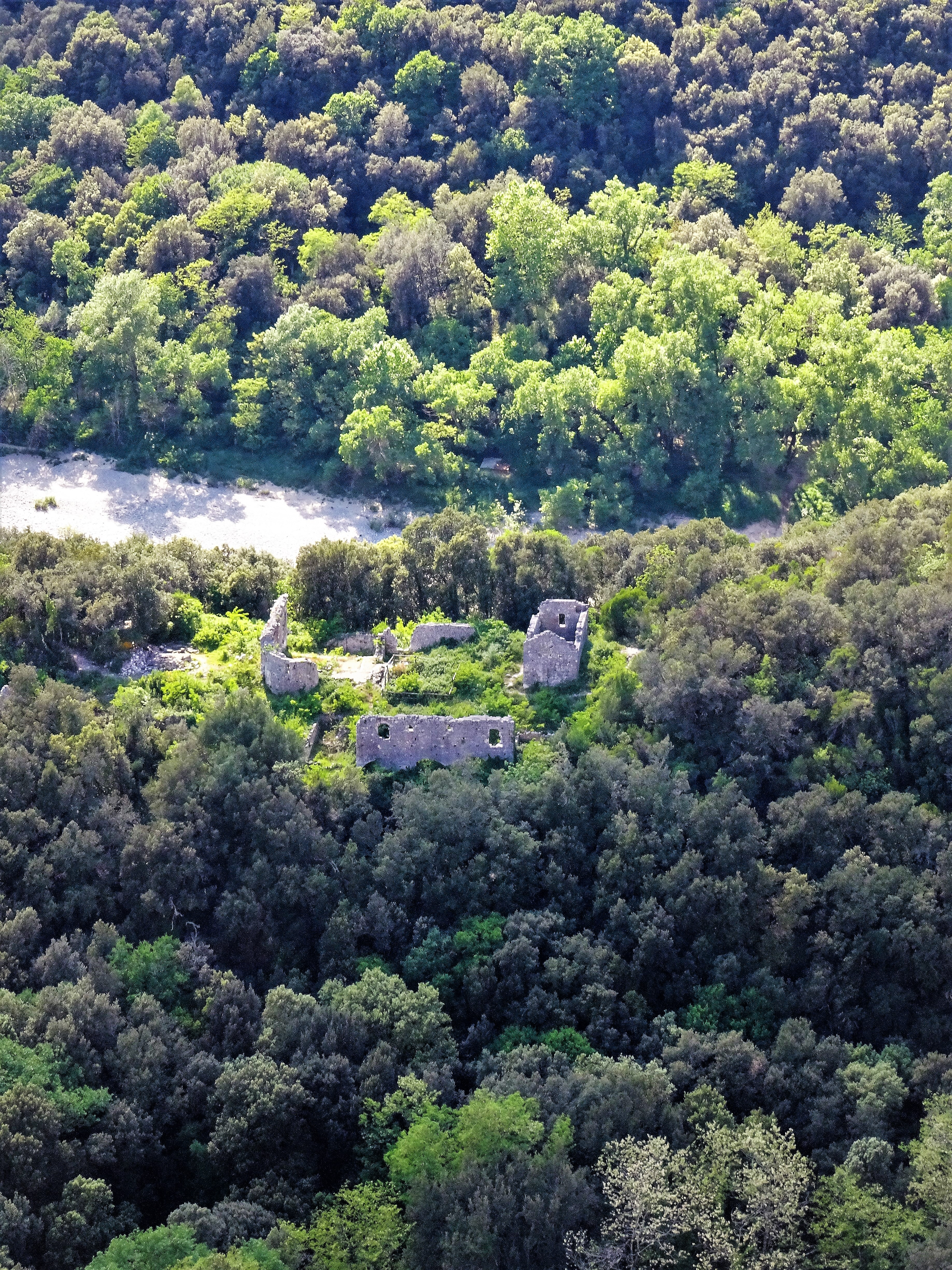
zřícenina kláštera
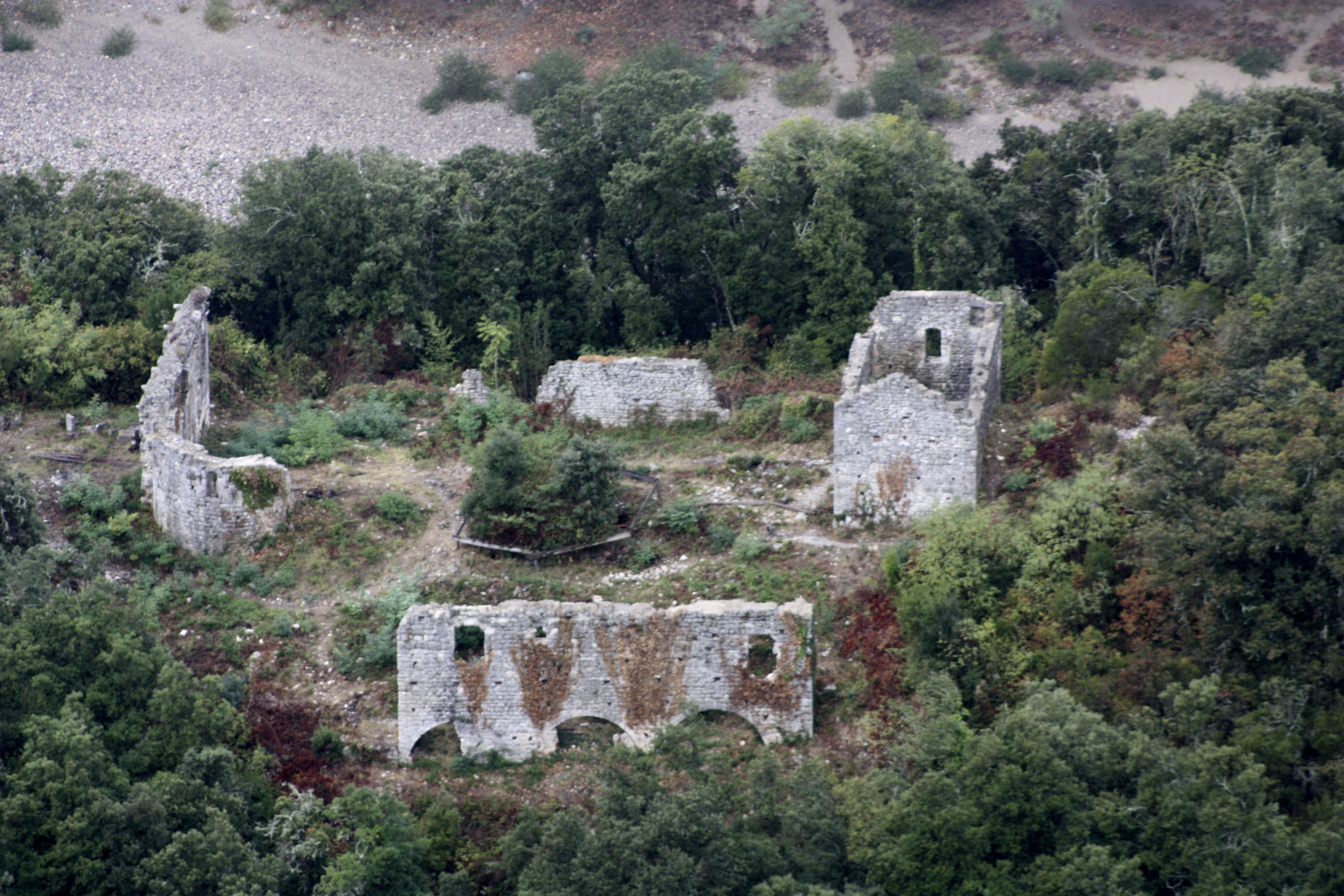
zřícenina kláštera